# Grote Prijs van Kranj
De Grand Prix de Kranj is een eendaagse wielerwedstrijd verreden rond de stad Kranj in Slovenië. Hij werd reeds gelanceerd in 1967 maar is pas sinds zijn opname in de UCI Europe Tour in 2005 een professionele wedstrijd in de categorie 1.2. In 2007 werd dat 1.1. Van 1998 tot 2002 was het een etappewedstrijd.

## Lijst van winnaars sinds 1994

### Meervoudige winnaars sinds 1994
| Overwinningen | Renner          | Land     | Jaren      |
| ------------- | --------------- | -------- | ---------- |
| 2             | Gorazd Štangelj | Slovenië | 1994, 1998 |
| 2             | Igor Kranjec    | Slovenië | 1996, 1999 |
| 2             | Martin Hvastija | Slovenië | 1997, 2005 |

### Overwinningen per land sinds 1994
| Overwinningen | Land                |
| ------------- | ------------------- |
| 14            | Slovenië            |
| 9             | Italië              |
| 2             | Oostenrijk, Rusland |
| 1             | Nederland           |